# 퀴어 (영화)
《퀴어》(영어: Queer)는 2024년 개봉한 로맨틱 시대극 영화이다. 루카 구아다니노가 감독을 맡았으며, 윌리엄 S. 버로스의 동명 소설이 영화의 원작이다. 제81회(2024년) 베네치아 영화제 황금사자상 경쟁후보작이다.

## 출연진
- 대니얼 크레이그
- 드루 스타키
- 레슬리 맨빌
- 제이슨 슈워츠먼
- 엔히 자가
- 미카엘 보레만스
- 안드라 우르수차
- 데이비드 라워리
- 드루 드로기
- 아리엘 슐만
- 리산드로 알론소